# Сан-Жаума-далс-Думеньш
Сан-Жа́ума-далс-Думе́ньш (кат. Sant Jaume dels Domenys, вимова літературною каталанською [sən 'ʒawmə dəłs du'mεɲʃ]) - муніципалітет, розташований в Автономній області Каталонія, в Іспанії. Код муніципалітету за номенклатурою Інституту статистики Каталонії - 431378. Знаходиться у районі (кумарці) Баш-Панадес (коди району - 12 та BP) провінції Таррагона, згідно з новою адміністративною реформою перебуватиме у складі баґарії (округи) Камп-да-Таррагона. 

## Назва муніципалітету
Назва муніципалітету походить від лат. Jacobus - власне ім'я та лат. domĭniu.

## Населення
Населення міста (у 2007 р.) становить 2.136 осіб (з них менше 14 років - 15,7%, від 15 до 64 - 67,3%, понад 65 років - 17,0%). У 2006 р. народжуваність склала 26 осіб, смертність - 16 осіб, зареєстровано 20 шлюбів. У 2001 р. активне населення становило 667 осіб, з них безробітних - 56 осіб.

Серед осіб, які проживали на території міста у 2001 р., 1.132 народилися в Каталонії (з них 650 осіб у тому самому районі, або кумарці), 303 особи приїхали з інших областей Іспанії, а 65 осіб приїхало з-за кордону. 

Вищу освіту має 4,7% усього населення. 

У 2001 р. нараховувалося 564 домогосподарства (з них 23,9% складалися з однієї особи, 27,8% з двох осіб,19,9% з 3 осіб, 18,8% з 4 осіб, 6,7% з 5 осіб, 2,1% з 6 осіб, 0,5% з 7 осіб, 0,2% з 8 осіб і 0,0% з 9 і більше осіб).

Активне населення міста у 2001 р. працювало у таких сферах діяльності : у сільському господарстві - 12,1%, у промисловості - 21,4%, на будівництві - 16,9% і у сфері обслуговування - 49,6%. 

 У муніципалітеті або у власному районі (кумарці) працює 360 осіб, поза районом - 333 особи.

### Безробіття
У 2007 р. нараховувалося 94 безробітних (у 2006 р. - 86 безробітних), з них чоловіки становили 33,0%, а жінки - 67,0%.

## Економіка

### Підприємства міста

#### Промислові підприємства
| \| Промислові підприємства міста, за сферою діяльності \| Промислові підприємства міста, за сферою діяльності \| Промислові підприємства міста, за сферою діяльності \| \| Рік \| 2002 р. \| 2001 р. \| \| --------------------------------------------------- \| --------------------------------------------------- \| --------------------------------------------------- \| \| Енергетичні та водні ресурси \| 0,0% \| 0,0% \| \| Хімія та метали \| 5,3% \| 0,0% \| \| Переробка металів \| 31,6% \| 29,4% \| \| Продукти харчування \| 26,3% \| 29,4% \| \| Текстиль \| 10,5% \| 11,8% \| \| Виробництво меблів, видання \| 26,3% \| 29,4% \| \| Інше \| 0,0% \| 0,0% \| \| Усього підприємств \| 19 \| 17 \| |         |         |
| Промислові підприємства міста, за сферою діяльності |         |         |
| Рік | 2002 р. | 2001 р. |
| Енергетичні та водні ресурси | 0,0%    | 0,0%    |
| Хімія та метали | 5,3%    | 0,0%    |
| Переробка металів | 31,6%   | 29,4%   |
| Продукти харчування | 26,3%   | 29,4%   |
| Текстиль | 10,5%   | 11,8%   |
| Виробництво меблів, видання | 26,3%   | 29,4%   |
| Інше | 0,0%    | 0,0%    |
| Усього підприємств | 19      | 17      |

#### Роздрібна торгівля
| \| Підприємства роздрібної торгівлі міста, за сферою діяльності \| Підприємства роздрібної торгівлі міста, за сферою діяльності \| Підприємства роздрібної торгівлі міста, за сферою діяльності \| \| Рік \| 2002 р. \| 2001 р. \| \| ------------------------------------------------------------ \| ------------------------------------------------------------ \| ------------------------------------------------------------ \| \| Продукти харчування \| 50,0% \| 56,5% \| \| Одяг та взуття \| 10,0% \| 8,7% \| \| Товари для дому \| 5,0% \| 4,3% \| \| Книги та періодичні видання \| 0,0% \| 0,0% \| \| Промислова хімічна продукція \| 15,0% \| 13,0% \| \| Продукція, пов'язана з транспортними засобами \| 0,0% \| 0,0% \| \| Інше \| 20,0% \| 17,4% \| \| Усього підприємств \| 20 \| 23 \| |         |         |
| Підприємства роздрібної торгівлі міста, за сферою діяльності |         |         |
| Рік | 2002 р. | 2001 р. |
| Продукти харчування | 50,0%   | 56,5%   |
| Одяг та взуття | 10,0%   | 8,7%    |
| Товари для дому | 5,0%    | 4,3%    |
| Книги та періодичні видання | 0,0%    | 0,0%    |
| Промислова хімічна продукція | 15,0%   | 13,0%   |
| Продукція, пов'язана з транспортними засобами | 0,0%    | 0,0%    |
| Інше | 20,0%   | 17,4%   |
| Усього підприємств | 20      | 23      |

#### Сфера послуг
| \| Підприємства міста, що працюють у сфері послуг, за діяльністю \| Підприємства міста, що працюють у сфері послуг, за діяльністю \| Підприємства міста, що працюють у сфері послуг, за діяльністю \| \| Рік \| 2002 р. \| 2001 р. \| \| ------------------------------------------------------------- \| ------------------------------------------------------------- \| ------------------------------------------------------------- \| \| Гуртова торгівля \| 20,0% \| 14,6% \| \| Готелі та готельний бізнес \| 24,0% \| 26,8% \| \| Транспорт та зв'язок \| 22,0% \| 19,5% \| \| Посередницькі фінансові послуги \| 2,0% \| 2,4% \| \| Послуги підприємствам \| 0,0% \| 0,0% \| \| Послуги фізичним особам \| 18,0% \| 22,0% \| \| Нерухомість та ін. \| 14,0% \| 14,6% \| \| Усього підприємств \| 50 \| 41 \| |         |         |
| Підприємства міста, що працюють у сфері послуг, за діяльністю |         |         |
| Рік | 2002 р. | 2001 р. |
| Гуртова торгівля | 20,0%   | 14,6%   |
| Готелі та готельний бізнес | 24,0%   | 26,8%   |
| Транспорт та зв'язок | 22,0%   | 19,5%   |
| Посередницькі фінансові послуги | 2,0%    | 2,4%    |
| Послуги підприємствам | 0,0%    | 0,0%    |
| Послуги фізичним особам | 18,0%   | 22,0%   |
| Нерухомість та ін. | 14,0%   | 14,6%   |
| Усього підприємств | 50      | 41      |

## Житловий фонд
У 2001 р. 4,8% усіх родин (домогосподарств) мали житло метражем до 59 м2, 27,3% - від 60 до 89 м2, 38,1% - від 90 до 119 м2 і
29,8% - понад 120 м2.

З усіх будівель у 2001 р. 40,9% було одноповерховими, 56,1% - двоповерховими, 2,8
% - триповерховими, 0,1% - чотириповерховими, 0,0% - п'ятиповерховими, 0,0% - шестиповерховими,
0,0% - семиповерховими, 0,0% - з вісьмома та більше поверхами.

## Автопарк
| \| Автомобілі, зареєстровані у місті, за призначенням \| Автомобілі, зареєстровані у місті, за призначенням \| Автомобілі, зареєстровані у місті, за призначенням \| \| Рік \| 2006 р. \| 2005 р. \| \| -------------------------------------------------- \| -------------------------------------------------- \| -------------------------------------------------- \| \| Приватні автомобілі \| 65,6% \| 66,6% \| \| Мотоцикли \| 7,0% \| 6,5% \| \| Вантажівки \| 22,0% \| 21,8% \| \| Трактори \| 0,8% \| 0,7% \| \| Автобуси та ін. \| 4,7% \| 4,4% \| \| Усього автомобілів \| 1.766 шт. \| 1.624 шт. \| |           |           |
| Автомобілі, зареєстровані у місті, за призначенням |           |           |
| Рік | 2006 р.   | 2005 р.   |
| Приватні автомобілі | 65,6%     | 66,6%     |
| Мотоцикли | 7,0%      | 6,5%      |
| Вантажівки | 22,0%     | 21,8%     |
| Трактори | 0,8%      | 0,7%      |
| Автобуси та ін. | 4,7%      | 4,4%      |
| Усього автомобілів | 1.766 шт. | 1.624 шт. |

## Вживання каталанської мови
У 2001 р. каталанську мову у місті розуміли 96,6% усього населення (у 1996 р. - 96,7%), вміли говорити нею 85,9% (у 1996 р. - 
85,4%), вміли читати 83,9% (у 1996 р. - 81,2%), вміли писати 54,1
% (у 1996 р. - 50,5%). Не розуміли каталанської мови 3,4%.

## Політичні уподобання
У виборах до Парламенту Каталонії у 2006 р. взяло участь 945 осіб (у 2003 р. - 916 осіб). Голоси за політичні сили розподілилися таким чином:
| \| Вибори до Парламенту Каталонії \| Вибори до Парламенту Каталонії \| Вибори до Парламенту Каталонії \| \| Рік \| 2006 р. \| 2003 р. \| \| -------------------------------------- \| ------------------------------ \| ------------------------------ \| \| Конвергенція та Єднання (CiU) \| 37,8% \| 41,9% \| \| Соціалістична партія Каталонії (PSC) \| 24,7% \| 21,2% \| \| Народна партія (PP) \| 5,9% \| 8,2% \| \| Ініціатива за Каталонію — Зелені (ICV) \| 7,9% \| 4,7% \| \| Республіканська лівиця Каталонії (ERC) \| 20,4% \| 23,8% \| \| Громадяни — Громадянська партія (C's) \| 1,3% \| 0,0% \| \| Інші \| 2,0% \| 0,2% \| |         |         |
| Вибори до Парламенту Каталонії |         |         |
| Рік | 2006 р. | 2003 р. |
| Конвергенція та Єднання (CiU) | 37,8%   | 41,9%   |
| Соціалістична партія Каталонії (PSC) | 24,7%   | 21,2%   |
| Народна партія (PP) | 5,9%    | 8,2%    |
| Ініціатива за Каталонію — Зелені (ICV) | 7,9%    | 4,7%    |
| Республіканська лівиця Каталонії (ERC) | 20,4%   | 23,8%   |
| Громадяни — Громадянська партія (C's) | 1,3%    | 0,0%    |
| Інші | 2,0%    | 0,2%    |

У муніципальних виборах у 2007 р. взяло участь 1.174 особи (у 2003 р. - 1.057 осіб). Голоси за політичні сили розподілилися таким чином:
| \| Муніципальні вибори \| Муніципальні вибори \| Муніципальні вибори \| \| Рік \| 2007 р. \| 2003 р. \| \| -------------------------------------- \| ------------------- \| ------------------- \| \| Конвергенція та Єднання (CiU) \| 45,6% \| 52,2% \| \| Соціалістична партія Каталонії (PSC) \| 18,8% \| 14,0% \| \| Народна партія (PP) \| 3,0% \| 5,0% \| \| Ініціатива за Каталонію — Зелені (ICV) \| 0,0% \| 0,0% \| \| Республіканська лівиця Каталонії (ERC) \| 29,0% \| 28,8% \| \| Громадяни — Громадянська партія (C's) \| 0% \| 0% \| \| Інші \| 3,7% \| 0,0% \| |         |         |
| Муніципальні вибори |         |         |
| Рік | 2007 р. | 2003 р. |
| Конвергенція та Єднання (CiU) | 45,6%   | 52,2%   |
| Соціалістична партія Каталонії (PSC) | 18,8%   | 14,0%   |
| Народна партія (PP) | 3,0%    | 5,0%    |
| Ініціатива за Каталонію — Зелені (ICV) | 0,0%    | 0,0%    |
| Республіканська лівиця Каталонії (ERC) | 29,0%   | 28,8%   |
| Громадяни — Громадянська партія (C's) | 0%      | 0%      |
| Інші | 3,7%    | 0,0%    |